# Palača Misore
Palača Misore, znana tudi kot palača Amba Vilas, je zgodovinska palača in kraljeva rezidenca (hiša). Stoji v mestu Misore, Karnataka, Indija. Nekoč je bila uradna rezidenca dinastije Vadijar in sedež kraljevine Misore. Palača je v središču Misoreja in je obrnjena proti vzhodu proti hribovju Čamundi. Misore običajno opisujejo kot »mesto palač« in obstaja sedem palač, vključno s to. Palača Misore se nanaša posebej na tisto znotraj nove utrdbe.
Zemljišče, na katerem zdaj stoji palača, je bilo prvotno znano kot mysuru (dobesedno 'citadela'). Svapna je zgradil prvo palačo znotraj stare trdnjave v 14. stoletju, ki je bila večkrat zažgana in rekonstruirana. Stara utrdba je bila zgrajena iz lesa in je zato zlahka zagorela, sedanja utrdba je bila zgrajena iz kamna, opeke in lesa. Sedanja stavba je bila zgrajena med letoma 1897 in 1912, potem ko je Stara palača pogorela, zato je sedanja stavba znana tudi kot Nova trdnjava. Palača Misore je po Tadž Mahalu ena najbolj znanih turističnih znamenitosti v Indiji z več kot šestimi milijoni obiskovalcev letno.

## Inženiring in gradnja
Zadnja palača, zdaj znana kot Stara palača ali Lesena palača, je zgorela med poroko Džajalakšammani, najstarejše hčerke Čamaraja Vodejarja leta 1896. Maharadža Krišnaradža Vodejar IV. in njegova mati Maharani Kempandžamani Devi sta britanskemu arhitektu Henryju Irwinu naročila, da zgradi novo palačo. E. W. Fritchley je delal kot svetovalni inženir. Kraljeva družina se je medtem nastanila v bližnji palači Džaganmohan. Gradnjo je nadzoroval izvršni inženir v oddelku Mysore Palace. Med svojimi obiski v Delhiju, Madrasu in Kalkuti je opravil podrobne arhitekturne študije, ki so bile uporabljene za načrtovanje nove palače. Stroški gradnje so bili ocenjeni na 41.47.913 Rs (okoli 30 milijonov dolarjev, prilagojenih inflaciji) in palača je bila dokončana leta 1912.
Palača je bila dodatno razširjena okoli leta 1930 (vključno z dodatkom sedanjega krila Public Durbar Hall) med vladavino maharadže Džajačamaradžendre Vadijarja.

## Gallery
- Glavni pristop k palači Misore
- Osvetlitev palače Misore med Mysore Dasara 2012
- Stropna umetnina
- Sprejemna dvorana za občinstvo
- Dvorišče palače Misore čez dan
- Stranski pogled na palačo Misore
- Zelo dobro osvetljena dvorana Durbar (dvorana za slavnostne sestanke kraljevega dvora) palače Misore podnevi